# Morti nel 911
| Questa pagina contiene informazioni ricavate automaticamente dalle voci biografiche con l'ausilio del template Bio e di un bot. L'aggiornamento è periodico e automatico e ricostruisce completamente la pagina. Se manca una persona in questa lista, sei pregato di non aggiungerla, ma accertati piuttosto che la sua voce biografica contenga il template Bio e che i dati anagrafici siano correttamente compilati. Se il template Bio manca, inseriscilo tu stesso o, in alternativa, metti l'avviso {{tmp\|Bio}} che ne segnala la mancanza. Se i dati riportati sono sbagliati, correggi direttamente la voce biografica; le modifiche saranno visibili in questa lista entro pochi giorni. Per chiarimenti vedi il progetto biografie. La lista contiene solo le 10 persone che sono citate nell'enciclopedia e per le quali è stato implementato correttamente il template Bio. Pagina aggiornata al 2 lug 2025. |

- 28 febbraio - Abū ʿAbd Allāh al-Shīʿī, arabo
- 14 aprile - Papa Sergio III, papa e vescovo italiano
- 26 aprile - Goffredo II Borrell, sovrano spagnolo
- 25 ottobre - Rodolfo I di Borgogna, conte
- Ibn al-Rawandi, teologo persiano (n. 827)
- Earl Aethelred di Mercia, sovrano
- Burcardo I di Svevia, nobile tedesco
- Ludovico IV il Fanciullo, sovrano (n. 893)
- Sergio II di Gerusalemme, arcivescovo bizantino
- Ibn Khordadhbeh, geografo persiano